# 蒋益民
蒋益民（1957年1月—），湖南华容人。1985年12月加入中国共产党。中山大学气象专业毕业，湖南大学环境工程系环境工程专业工学博士，副研究员。
历任湖南省环境保护科学研究所大气室副主任、主任，副所长、所长；湖南省环境保护局副局长、局长等职。2009年湖南省机构改革后，任湖南省环境保护厅厅长。2013年4月，转任湖南省住房和城乡建设厅厅长。2017年3月被免职，2017年11月1日，中央纪委监察部网站宣布其接受调查。